# April (café)

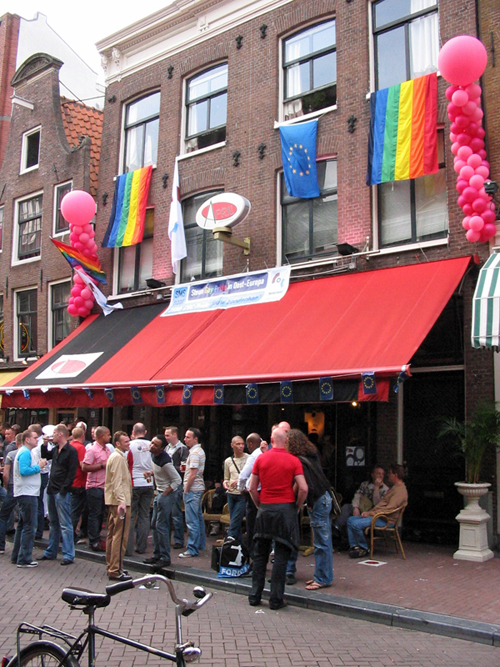
Gay café April tijdens de Amsterdam Gay Pride van 2007

April was een homocafé in Amsterdam, dat met opvallende interieurdecoraties, spraakmakende feesten en een draaiende bar onder homoseksuelen wereldwijde bekendheid kreeg. Café April werd geopend in 1981 en was gevestigd aan de Reguliersdwarsstraat 37 in Amsterdam. De zaak werd gesloten in 2010.

## Opening en feesten
De oprichters van de April, Frans Monsma en zijn compagnon Guus Silverentand, waren sinds eind 1979 al eigenaar van Coffeeshop Downtown. Deze in 1970 geopende espressobar en lunchroom lag iets verderop in de Reguliersdwarsstraat en was de eerste openlijke homo-uitgaansgelegenheid van Nederland. Vandaaruit waren Monsma en Silverentand begonnen met het organiseren van creatieve feesten, onder meer in samenwerking met discotheek Flora Palace in de Amstelstraat, de voorloper van de iT. 
Downtown werd hiervoor al snel te klein en daarom wilden zij een grotere zaak met een avondvergunning. Dit werd café April (oorspronkelijk op z'n Nederlands, later op z'n Engels uitgesproken), dat op 5 juni 1981 geopend werd. De nieuwe zaak kreeg een voor die tijd zeer modern, licht en strak interieur en was net als Downtown voor iedereen toegankelijk. Voorheen hadden homobars geblindeerde ramen en kon men er alleen naar binnen komen door aan te bellen, waarna een portier beoordeelde of iemand betrouwbaar was. 
Kenmerkend voor de April werd de manier waarop feestdagen als Kerst, Oud & Nieuw, Carnaval, Pasen en Koninginnedag werden gevierd. Bij elk van die gelegenheden werd de zaak letterlijk van onder tot boven versierd, bijvoorbeeld met duizenden narcissen voor Pasen, met 3500 tl-buizen voor een ijspaleis en met een vrachtwagenlading zand voor een strandfeest. 
Dit alles trok vrijwel direct een hip homopubliek uit binnen- en buitenland en ook bekende mensen als Grace Jones en Jean-Paul Gaultier hebben de zaak in die tijd bezocht. Het was het begin van de bloeiperiode van de Reguliersdwarsstraat, die de bekendste homo-uitgaansstraat van Nederland werd en daarmee bijdroeg aan de status van Amsterdam als homohoofdstad. 
Naast Downtown als dagzaak en April als avondzaak wilde Guus Silverentand ook nog een nachtzaak, een discotheek waar hun gasten de nacht konden voortzetten. Dit werd uiteindelijk April's Exit, die in maart 1988, eveneens in de Reguliersdwarsstraat, geopend werd en die later bekend kwam te staan als de Exit zonder meer.

## Kooistra, draaibar en happy hour
Medio jaren tachtig was Guus Silverentand als gevolg van de ziekte aids niet meer in staat om fulltime te werken, waardoor Monsma en hij besloten om de April te verkopen aan de Groningse horeca-ondernemer Sjoerd Kooistra. Deze nam de zaak in de zomer van 1986 over voor een bedrag van ruim 1 miljoen gulden. De leiding over zijn Amsterdamse zaken liet Kooistra echter tot 1996 over aan zijn compagnon Louis Röst.
Frans Monsma was ondertussen voor korte tijd naar het buitenland vertrokken, maar kwam in 1989 weer terug naar de Reguliersdwarsstraat en opende daar het eveneens al snel succesvolle Danscafé Havana. Dit was, samen met de roemruchte nieuwe discotheken RoXY en iT, een geduchte concurrent voor de April en de Exit.
De April was geleidelijk haar aantrekkingskracht uit de jaren tachtig verloren en oud en te klein geworden. Daarom volgde er in de zomer van 1996 een grote verbouwing. Enkele achterliggende pandjes werden bij de zaak getrokken, waardoor deze drie keer zo groot en daarmee naar verluidt de destijds grootste homobar van Europa werd. Bovendien kwam er achterin een ronde bar, die samen met de barkrukken langzaam ronddraaide. Deze carrouselbar was een dusdanig succes, dat Kooistra voortaan in al zijn toekomstige Drie Gezusters-zaken één of meerdere draaiende bars zou laten installeren.
De draaibar bleef hét kenmerk van de April, maar gold in de wandeling allengs ook als de plek waar oudere homomannen en jongere aziaten elkaar opzochten. Uiteindelijk was het interieur dermate in verval geraakt, dat de zaak in januari 2008 gesloten werd voor een algehele renovatie. De interieurarchitect Eric Kuster ontwierp een volledig nieuw interieur, wederom strak en modern, maar de draaiende bar keerde hierin niet terug. De vernieuwde April werd heropend op 16 juli 2009.
Wat wel tot het einde toe bleef, was het happy hour. Oprichter Frans Monsma had daar nooit wat in gezien, maar sinds de overname door Kooistra in 1986 was er een dagelijks Piekuur, waarbij een biertje één gulden, oftewel een piek, in plaats van ƒ 2,25 kostte. Na de verbouwing van 1996 kwam er bovendien op zondag een dubbel happy hour (Double Bubble) van 18.00 - 20.00 uur. Dit was zo populair dat om die tijd de mensen in groten getale buiten op straat stonden te drinken en, na de sluiting van de April in 2010, de homocafés Soho en Taboo even verderop in de straat dit evenement zouden voortzetten.

## Sluiting en overname
Als gevolg van een financieel conflict met eigenaar Sjoerd Kooistra, liet het brouwerijconcern Heineken de April op 19 mei 2010 sluiten. Om juridische redenen kon alleen het voorste deel van de zaak gesloten worden en liet Kooistra het achterste deel de volgende dag alweer openen. Dit was echter maar van korte duur, want eind juni ging ook de achterkant dicht, rond dezelfde tijd dat Kooistra een eind aan zijn leven maakte.
Begin 2011 werd de April uit de failliete boedel van het Kooistra-imperium overgenomen door de Amsterdamse horeca-ondernemer Casper Reinders. Hij is met name bekend als eigenaar van de exclusieve club Jimmy Woo en enkele andere trendy cafés en restaurants. Reinders liet een volledig nieuw interieur in de zaak zetten, veranderde uiteindelijk ook de naam in Ludwig II en alszodanig werd de bar heropend op 21 juli 2011, tegelijk met twee andere grote gay bars in de Reguliersdwarsstraat.